# Khanna
Khanna là một thành phố và là nơi đặt hội đồng đô thị (municipal council) của quận Ludhiana thuộc bang Punjab, Ấn Độ.

## Địa lý
Khanna có vị trí 30°42′B 76°13′Đ / 30,7°B 76,22°Đ Nó có độ cao trung bình là 254 mét (833 feet).

## Nhân khẩu
Theo điều tra dân số năm 2001 của Ấn Độ, Khanna có dân số 103.059 người. Phái nam chiếm 54% tổng số dân và phái nữ chiếm 46%. Khanna có tỷ lệ 72% biết đọc biết viết, cao hơn tỷ lệ trung bình toàn quốc là 59,5%: tỷ lệ cho phái nam là 75%, và tỷ lệ cho phái nữ là 68%. Tại Khanna, 12% dân số nhỏ hơn 6 tuổi.